# Blair-Athol
Pour les articles homonymes, voir Blair Athol, Athol et Blair.
Blair-Athol est un village du comté de Restigouche, à l'ouest de la province canadienne du Nouveau-Brunswick. Le village a le statut de DSL. Dans le cadre de la réforme de la gouvernance locale du 1er janvier 2023, le DSL a été fusionné à la nouvelle ville de Bois-Joli.

## Toponyme
Le village est nommé ainsi d'après Blair Atholl en Écosse.

## Géographie
Blair-Athol est situé sur la route 275, à kilomètres de route au sud-est de Campbellton.
Le village est limitrophe de Val-d'Amours à l'ouest et de Balmoral à l'est. Une partie de l'agglomération est comprise dans Balmoral.
Le sous-sol de Blair-Athol est composé de roches sédimentaires marines clastiques d'eaux peu profondes du groupe de Chaleur, datant du Silurien inférieur (424 à 441 millions d'années).
Blair-Athol est généralement considérée comme faisant partie de l'Acadie.

## Histoire
Blair-Athol est situé dans le territoire historique des Micmacs, plus précisément dans le district de Gespegeoag, qui comprend le littoral de la baie des Chaleurs. Ce territoire était revendiqué d'abord par les Iroquois et ensuite seulement par les Mohawks.

## Démographie
D'après le recensement de Statistique Canada, il y avait 58 habitants en 2006, comparativement à 66 en 2001, soit une baisse de 12,1 %. Il y a 22 logements privés, tous occupés par des résidents habituels. Le village a une superficie de 5,77 km2 et une densité de population de 10,1 habitants au kilomètre carré.
| 2001 | 2006 | 2011 | 2016 |
| ---- | ---- | ---- | ---- |
| 66   | 58   | 49   | 54   |

| 2021 | - | - | - |
| ---- | - | - | - |
| 52   | - | - | - |

## Économie
Entreprise Restigouche a la responsabilité du développement économique.

## Administration

### Comité consultatif
En tant que district de services locaux, Blair-Athol est en théorie administré directement par le Ministère des Gouvernements locaux du Nouveau-Brunswick, secondé par un comité consultatif élu composé de cinq membres dont un président. Il n'y a actuellement aucun comité consultatif.

### Commission de services régionaux
Blair-Athol fait partie de la Région 2, une commission de services régionaux (CSR) devant commencer officiellement ses activités le 1er janvier 2013. Contrairement aux municipalités, les DSL sont représentés au conseil par un nombre de représentants proportionnel à leur population et leur assiette fiscale. Ces représentants sont élus par les présidents des DSL mais sont nommés par le gouvernement s'il n'y a pas assez de présidents en fonction. Les services obligatoirement offerts par les CSR sont l'aménagement régional, l'aménagement local dans le cas des DSL, la gestion des déchets solides, la planification des mesures d'urgence ainsi que la collaboration en matière de services de police, la planification et le partage des coûts des infrastructures régionales de sport, de loisirs et de culture; d'autres services pourraient s'ajouter à cette liste.

### Représentation
Nouveau-Brunswick: Blair-Athol fait partie de la circonscription de Dalhousie—Restigouche-Est, qui est représentée à l'Assemblée législative du Nouveau-Brunswick par Donald Arseneault, du parti libéral. Il fut élu en 2010.
 Canada: Blair-Athol fait partie de la circonscription fédérale de Madawaska—Restigouche, qui est représentée à la Chambre des communes du Canada par Jean-Claude D'Amours, du Parti libéral. Il fut élu lors de la 38e élection générale, en 2004, puis réélu en 2006 et en 2008.

## Vivre à Blair-Athol
Blair Athol fait partie du sous-district 2 du district scolaire Francophone Nord-Est. 
La collecte des déchets et matières recyclables est effectuée par la Commission de gestion des déchets solides de Restigouche. L'aménagement du territoire est de la responsabilité de la Commission d'urbanisme du district de Restigouche. Le détachement de la Gendarmerie royale du Canada le plus proche est à Campbellton. Campbellton compte le Centre hospitalier Restigouche, francophone, et l'hôpital régional de Campbellton, anglophone. Les hôpitaux néo-brunswickois sont en effet bilingues dans leurs services mais unilingues dans leur administration. Campbellton compte de plus un poste d'Ambulance Nouveau-Brunswick. Le bureau de poste le plus proche est quant à lui à Balmoral.
Les francophones bénéficient du quotidien L'Acadie nouvelle, publié à Caraquet, ainsi qu'à l'hebdomadaire L'Étoile, de Dieppe. Ils ont aussi accès à l'hebdomadaire L'Aviron, publié à Campbellton. Les anglophones bénéficient des quotidiens Telegraph-Journal, publié à Saint-Jean ainsi que de l'hebdomadaire Campbellton Tribune, de Campbellton.